# Piotr Paszkiewicz
Piotr Paszkiewicz (ur. 17 stycznia 1954, zm. 8 lipca 2002) – polski historyk sztuki, doktor habilitowany nauk humanistycznych, zastępca dyrektora Instytutu Sztuki Polskiej Akademii Nauk.

## Życiorys
W 1990 uzyskał w Instytucie Sztuki PAN stopień naukowy doktora nauk humanistycznych na podstawie rozprawy pt. Rosyjska architektura sakralna i rzeźba monumentalna w Warszawie w latach 1815–1915 jako przejaw polityki rusyfikacyjnej. W 2000 w tej samej placówce uzyskał stopień naukowy doktora habilitowanego nauk humanistycznych w zakresie historii (specjalność: historia sztuki) na podstawie dorobku naukowego oraz rozprawy pt. W służbie Imperium Rosyjskiego 1721–1917. Funkcje i treści ideowe rosyjskiej architektury sakralnej na zachodnich rubieżach cesarstwa i poza jego granicami.
Pełnił funkcję zastępcy dyrektora Instytutu Sztuki Polskiej Akademii Nauk.
Był także tłumaczem z języka angielskiego dzieł naukowych z zakresu historii sztuki oraz powieści sensacyjnych, m.in. Fredericka Forsytha.

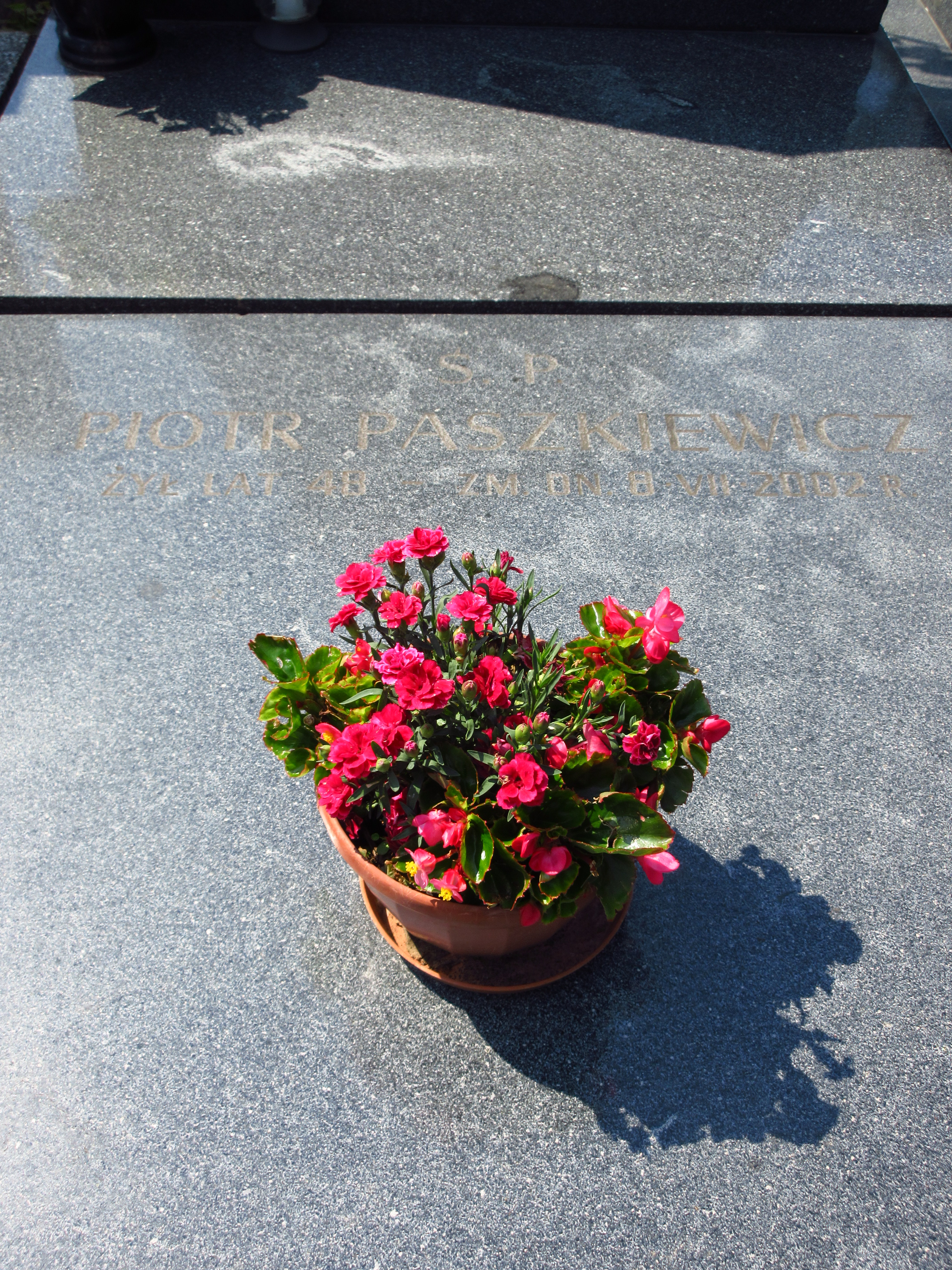
Grób profesora Piotra Paszkiewicza na Cmentarzu Bródnowskim.

Pochowany na cmentarzu Bródnowskim w Warszawie (kwatera 46D-1-16).

## Wybrane publikacje
- Pod berłem Romanowów. Sztuka rosyjska w Warszawie, 1815–1915 (1991)
- Cmentarz Prawosławny w Warszawie (współautor: Michał Sandowicz) (1992)
- In the shadow of the black eagle. Russia's imperial policy and its impact on the architecture of Jerusalem (1998)
- W służbie imperium rosyjskiego 1721–1917. Funkcje i treści ideowe rosyjskiej architektury sakralnej na zachodnich rubieżach cesarstwa i poza jego granicami (1999)[3]